# エフサン・ラシュガリ
エフサン.ナースィル・ラシュガリ (ペルシア語:  احسان لشگری、ラテン表記:Ehsan Lashgari、1985年8月30日 - ) は、イランのレスリング選手。ガズヴィーン出身。2012年ロンドンオリンピックレスリング男子フリースタイル84キロ級の銅メダリストである。